# Claude de Visdelou
Claude de Visdelou (ur. 14 sierpnia 1656 w Château de Bienassis, zm. 11 listopada 1737 w Puducherry), znany także jako Liu Ying (chiń. 刘应) – francuski uczony, misjonarz i jezuita. Działał w Chinach jako misjonarz, oprócz tego zajmowała go praca naukowa, był zainteresowany zwłaszcza matematyką i badaniem kultury, historii i języków Dalekiego Wschodu.

## Życiorys
Claude był synem Jeana Visdelou i Elisy z domu Poulain, miał dwanaścioro rodzeństwa. W 1673 roku wstąpił do zakonu Jezuitów i rozpoczął naukę, prawdopodobnie w kolegium Ludwika Wielkiego. Ukończył kurs triuvium i quadrivium, szczególnie zainteresował się matematyką. W 1685 roku wszedł w skład misji francuskiej, cieszącej się poparciem króla Ludwika XIV. Jego towarzyszami byli tak zwani Matematycy Królewscy, również jezuici: Jean de Fontaney, Louis Le Comte, Guy Tachard, Jean-François Gerbillon i Joachim Bouvet. Misjonarze dotarli najpierw do Syjamu, gdzie został Tachard. Pozostali wyruszyli w dalszą podróż do Chin. Wylądowali w Ningbo, skąd wezwano ich na dwór do Pekinu, gdzie stanęli przed obliczem cesarza. Gerbillon i Bouvet pozostali w stolicy, natomiast Visdelou, Fontaney i Le Comte działali w prowincjach.
Visdelou pracował na terenie Shanxi, Nankinu i Suzhou. W 1692 roku powrócił do Pekinu na zaproszenie cesarza, aby nauczać jednego z jego synów. Władcy zaimponowała rozległa wiedza jezuity na temat literatury konfucjańskiej. W 1700 roku Visdelou osiadł w Fuzhou, gdzie pozostawał do 1704 roku, kiedy to osiadł w Kantonie. 12 stycznia 1708 roku został mianowany wikariuszem apostolskim Kuejczou, miesiąc później otrzymał również tytularne biskupstwo Klaudiopolis. Rok później, 2 lutego, otrzymał także tytuł administratora prowincji Huguang. Poza zwykłą pracą misyjną Visdelou, podobnie jak jego towarzysze, zajmował się nauką. Interesowała go zwłaszcza miejscowa literatura, języki i historia. Dzięki dobrym kontaktom z uczonymi chińskimi udało mu się zgromadzić całkiem pokaźną kolekcję źródeł dotyczących historii Turków, Hunów, Mongołów, Chińczyków i innych ludów Wschodniej i Środkowej Azji.
Jego dobre stosunki z władzami popsuły się w czasie wizyty legata papieskiego, Charlesa-Thomasa Maillard de Tournona. Doszło wówczas do tak zwanego sporu o ryt chiński. Visdelou w czasie swoich studiów nad literaturą chińską doszedł do wniosku przeciwnego niż Bouvet, prawdopodobnie pod wpływem poglądów Charlesa Maigrot'a. Bouvet uważał, że konfucjanizm i chrześcijaństwo nie różnią się znacząco i że święte księgi tej chińskiej religii opisują często te same wydarzenia co Biblia, tylko zniekształcone w wyniku odmiennej kultury. Visdelou twierdził tymczasem iż konfucjanizm, zależnie od nurtu, nosi znamiona idolatrii lub ateizmu. W sporze o ryt chiński Visdelou stanął zatem po stronie legata, krytykując próby inkulturacji elementów chińskich, podejmowane przez wielu innych jezuitów. W związku z tym został wydalony z Chin przez cesarza Kangxi w listopadzie 1708 roku. Opuścił Państwo Środka 24 czerwca 1709 roku. Nie otrzymał jednak pozwolenia władz francuskich na powrót do ojczyzny. Został więc na Wschodzie i osiadł w Puducherry w Indiach, które kontrolowała Francuska Kompania Wschodnioindyjska.